# El Querendal
El Querendal är en ort i Mexiko.   Den ligger i kommunen Salvador Escalante och delstaten Michoacán de Ocampo, i den södra delen av landet, 260 km väster om huvudstaden Mexico City. El Querendal ligger 2 409 meter över havet och antalet invånare är 203.
Terrängen runt El Querendal är huvudsakligen kuperad, men den allra närmaste omgivningen är platt. Terrängen runt El Querendal sluttar västerut. Runt El Querendal är det ganska tätbefolkat, med 78 invånare per kvadratkilometer. Närmaste större samhälle är Pátzcuaro, 17,7 km norr om El Querendal. I omgivningarna runt El Querendal växer huvudsakligen savannskog.